# レオ北村
レオ北村（ - きたむら、本名：北村 真実（きたむら まみ）、1969年9月22日 - ）は、日本の元女子プロレスラー。
血液型B型。神奈川県横浜市出身。

## 経歴・戦歴
1989年
- ジャパン女子プロレスのリングで1月14日、埼玉県・本庄市民体育館において、対半田美希戦でデビュー。

1991年
- ジャパン女子プロレス解散後はLLPWの旗揚げに参加。

1994年
- 試合での怪我の為長期欠場をする事になり、復帰を目指して治療、リハビリに励んでいたが、完治しない為1995年をもって復帰を断念し、現役を引退した。

## 得意技
- ブルドッギング・ヘッドロック
- ムーンサルト・プレス

## 入場テーマ曲
- WE ARE THE CHAMP 〜THE NAME OF THE GAME〜

※Jリーグのイメージソングだが、「オーレーオレオレオレー」と歌詞あり、リングネームに肖り使用していた）